# Corriente de bombarderos

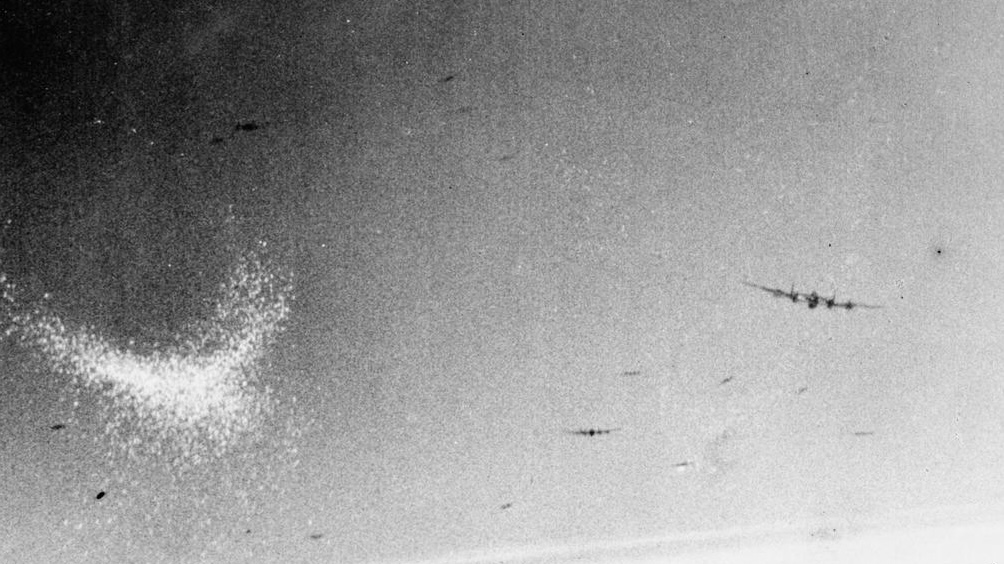
Un Lancaster dentro de la corriente de bombarderos suelta señuelos de aluminio (la nube blanca en forma de medialuna a la izquierda de la imagen)

La corriente de bombarderos (nombre original en inglés: bomber stream) era una táctica desarrollada por el Comando de Bombardeo de la Real Fuerza Aérea británica durante la Segunda Guerra Mundial, con el propósito de saturar las defensas aéreas nocturnas alemanas de la Línea Kammhuber. 

## Desarrollo
La Línea Kammhuber consistía en tres franjas paralelas divididas en zonas de aproximadamente 32 km de largo (norte-sur) por 20 km de ancho (este-oeste). En cada zona (Himmelbett) había dos cazas nocturnos alemanes, que eran dirigidos desde tierra por su propio controlador hacia sus objetivos. Si bien cada centro de control solo podía manejar dos cazas simultáneamente, esto era suficiente para enfrentarse con la táctica inicial del Comando de Bombarderos de la RAF, que enviaba sus bombarderos nocturnos individualmente, trazando cada uno su propia ruta hacia el objetivo para evitar las concentraciones del fuego antiaéreo.

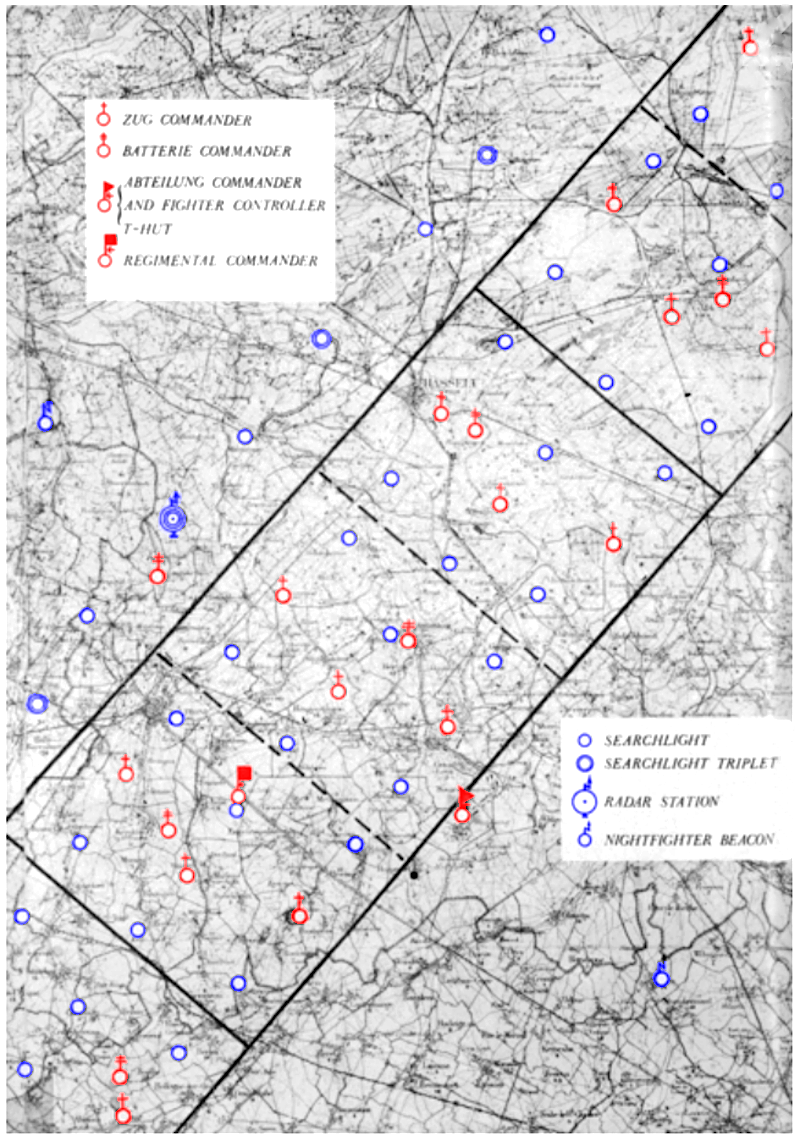
Un mapa de parte de la línea Kammhuber, que muestra las "franjas" y las "cajas" asignadas a cada pareja de cazas alemanes, a través de las que se dirigió la corriente de bombarderos británica

A instancias del estratega militar científico británico Reginald Victor Jones, el Comando de Bombarderos reorganizó sus ataques en corrientes cuidadosamente localizadas para volar en el centro de una celda. La introducción del sistema de navegación GEE permitió que los bombarderos de la RAF volaran en una formación larga y cerrada en la oscuridad —una corriente de bombarderos que volaban en una misma ruta a la misma velocidad hacia el objetivo, asignándosele a cada aeronave una banda de altitud y un intervalo de tiempo en la formación para minimizar el riesgo de colisión entre bombarderos. 
En una de las primeras aplicaciones estadísticas de la investigación de operaciones, la RAF estimó la cantidad de bombarderos que podrían ser derribados por los cazas y las defensas antiaéreas enemigas, y cuántos se perderían por colisiones entre sus propios bombarderos. Minimizar las bajas causadas por los alemanes exigía un flujo denso, ya que los controladores de un caza nocturno que volaba en una "caja" defensiva solo podían dirigir un máximo de seis intercepciones potenciales por hora, y los artilleros antiaéreos no podían concentrarse en todos los objetivos disponibles a la vez. 
Una corriente de bombarderos típica de 600 a 700 aviones tenía un promedio de unas 8 o 10 millas de ancho, y de 4000 a 6000 pies de profundidad.
Esta táctica permitió que se completara un bombardeo en un intervalo de tiempo más corto, saturando aún más las tácticas defensivas de las fuerzas alemanas. La estrategia anterior de la RAF de enviar bombarderos en rutas individuales significaba que se podría tardar cuatro horas antes de que todos los aviones hubieran alcanzaso su objetivo; la corriente de bombarderos redujo este lapso de tiempo a 90 minutos.
La corriente de bombarderos se utilizó por primera vez en la oleada de 1000 bombarderos contra Colonia durante la noche del 30 al 31 de mayo de 1942.
La táctica tuvo éxito y se utilizó hasta los últimos días de la guerra, cuando las defensas aéreas alemanas organizadas centralmente habían dejado de existir.

## Lecturas relacionadas
- Dyson, Freeman (1 de noviembre de 2006), «Part I: A Failure of Intelligence», Technology Review, archivado desde el original el 29 de julio de 2012, consultado el November 2013. -artículo de uno de los hombres que estaba en la Sección de Investigación Operativa del Comando de Bombarderos de la RAF e hizo algunas de las investigaciones que precedieron a la introducción de la corriente de bombarderos.

- Datos: Q891906